# Pipit à plastron
Anthus furcatus
Espèce
Statut de conservation UICN

LC : Préoccupation mineure
Le Pipit à plastron (Anthus furcatus) est une espèce de passereaux de la famille des Motacillidae.

## Répartition
Ce taxon se rencontre en Argentine, en Bolivie, au Brésil, au Paraguay, au Pérou et en Uruguay.

## Liste des sous-espèces
Selon GBIF (7 juin 2023) :
- Anthus furcatus brevirostris Taczanowski, 1875
- Anthus furcatus furcatus Orbigny & Lafresnaye, 1837

## Systématique
Le nom valide complet (avec auteur) de ce taxon est Anthus furcatus Orbigny & Lafresnaye, 1837.
Ce taxon porte en français le nom vernaculaire ou normalisé suivant : Pipit à plastron.